# 司馬通
司馬通（？—？），字雅達，司州河内温縣（今河南温縣）人，西晉宗室。

## 生平
司马防第七子，晉宣帝司馬懿第五弟。曹魏太和年間司隸校尉孔羨征辟他為從事，因舉止而被杜恕批評，正始二年（241年）封安城亭侯。西晉建立之前去世。與长兄司马朗，字伯达、次兄宣帝司马懿，字仲达、三兄司马孚，字叔达、四兄司马馗，字季达、五兄司马恂，字显达、六兄司馬進，字惠达、幼弟司馬敏，字幼达。都在当时知名，加上兄弟之間的表字都有個達字，故号称“八达”。

## 后代
- 北海王-任城景王司马陵（司马通子） 
  - 任城王司马济（司马陵子）
- 习阳亭侯司马顺，因反对晋武帝受禅被废
- 陈王-西河缪王司马斌（司马通子） 
  - 西河王司马隐（司马斌子） 
    - 西河王司马孴（司马隐子）

## 藝術形象

### 漫畫
《火鳳燎原》（陳某）中，前額綁著＂天下第柒＂的布條登場。